# Emanuel Ringelblum

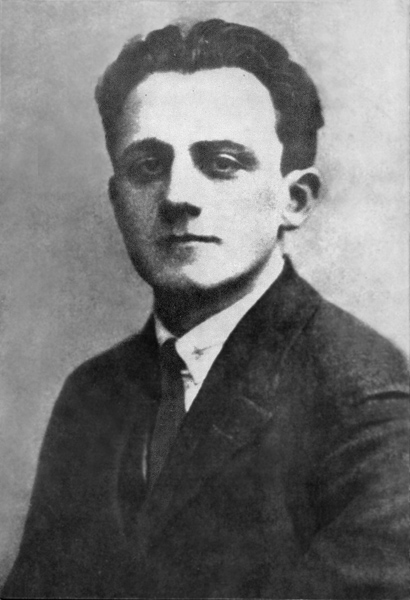
Emanuel Ringelblum

Emanuel Ringelblum (geboren am 12. November 1900 in Buczacz in Ostgalizien; gestorben nach dem 7. März 1944 in Warschau) war ein polnischer jüdischer Historiker, Politiker, Pädagoge und Publizist, der unter der deutschen Herrschaft im Generalgouvernement das Untergrundarchiv Oneg Schabbat (Freude am Sabbat) des Warschauer Ghettos aufbaute und leitete.

## Leben
Emanuel Ringelblum wurde am 12. November 1900 in Buczacz als Sohn eines Lehrers im damals österreichischen Galizien geboren. Diese Stadt liegt heute in der westlichen Ukraine in der Oblast Ternopil. Kindheit und Jugend verbrachte er in Nowy Sącz. Als er zwölf Jahre alt war, starb seine Mutter. Als Halbwaise musste sich Emanuel – ständig unterernährt – seine Ausbildung hart erarbeiten, vor allem als Nachhilfelehrer. Er studierte ab 1922 an der Philosophischen Fakultät der Warschauer Universität und promovierte dort 1927 mit der Dissertation Die Juden in Warschau von den Anfängen bis zum Jahr 1527 („Zydzi w Warszawie od czasów najdawniejszych do roku 1527“). Mit dieser bahnbrechenden Arbeit über die Geschichte der Warschauer Juden, die 1932 gedruckt wurde, war die Richtung seiner künftigen wissenschaftlichen Studien bestimmt: vom Beginn der jüdischen Ansiedlung bis zu deren fast vollständiger Vernichtung 1943 im Gefolge des jüdischen Aufstands. Besonders interessierten den jungen Ringelblum allgemeine soziale Fragen sowie die spezifisch jüdischen Nationalitätenprobleme. Probleme, die sich auch in seiner Geschichtsschreibung und Dokumentation des jüdischen Alltagslebens in Warschau, wie später auch im Untergrundarchiv „Oneg Schabbat“ widerspiegeln sollten, dem letzten Werk Ringelblums.
In den politisch bewegten Jahren der jungen Republik Polen trat er der marxistisch-zionistischen Partei Poalei Tzion bei und wurde schnell zu einem ihrer führenden Vertreter. Er propagierte einen proletarischen Palästinismus, der die Gründung eines sozialistischen jüdischen Territoriums in Palästina anstrebte – auch wenn dieses Projekt für ihn ein weit entfernter Zukunftstraum war. Die Grundlage sollte ein friedliches, gleichberechtigtes Zusammenleben der Einwanderer mit der arabischen Bevölkerung sein. Angesichts der sich abzeichnenden Katastrophe wies Ringelblum den Gedanken an Emigration weit von sich und bemühte sich stattdessen intensiv um die Probleme der jüdischen Gemeinschaft in Polen – theoretisch wie praktisch.
Mehrere Jahre arbeitete er als Geschichtslehrer an jüdischen Schulen, und bald begann er auch seine Mitarbeit am 1925 gegründeten Yidisher visnshaftlekher institut (YIVO) in Wilna, einem Zentrum zur soziologischen und sprachwissenschaftlichen Erforschung der jiddischen Sprache. Schon hier lernte Ringelblum den Umgang auch mit der Konspiration, ging das YIVO doch in seinen Wurzeln bis in die zweite Hälfte des 19. Jahrhunderts zurück, als die Grundlagen der modernen jüdischen Wissenschaft im Verborgenen konspirativer Arbeiterzirkel begonnen hatten (Max Weinreich). Dabei arbeitete das YIVO nicht allein sprachwissenschaftlich, sondern widmete sich insbesondere auch dem Grenzbereich zwischen Geschichte, Ökonomie, Soziologie und Ethnographie, wobei mit nichtprofessionellen Interviewern das Alltagsleben der Menschen erforscht werden sollte. Diese Methode wandten Ringelblum und seine Mitarbeiter später im Warschauer Ghetto an. Weiterhin gehörte Ringelblum auch zu den Mitbegründern eines Kreises junger Historiker im Jüdischen Studentenheim in Warschau, dessen Arbeit als „Seminar zur Geschichte der Juden in Polen“ bekannt wurde und aus dem 1929 die dem Wilnaer YIVO angeschlossene Warschauer Kommission für die Geschichte der Juden in Polen hervorging. Die Resultate dieser Arbeit konnte Ringelblum später erfolgreich für seine Lehrpraxis im Geschichtsunterricht der Centrale Jidische Schul Organisatzie (CYSHO) umsetzen – die CYSHO war eine Initiative jüdischer Schulen zur Verbreitung der jiddischen Unterrichtssprache vor dem Hintergrund laizistischer, sozialistischer Orientierung, für die Ringelblum lebenslang kämpfte. Gleichzeitig aber engagierte sich Ringelblum auch für ein Geschichtsbild, das die Juden als integrativen Bestandteil der polnischen Geschichte ansah. 1933 organisierte Ringelblum die Teilnahme des YIVO am 7. Internationalen Kongress der Historischen Geschichtswissenschaften in Warschau, wo er sein Referat über „Die soziale und wirtschaftliche Situation der polnischen Juden in der zweiten Hälfte des 18. Jahrhunderts“ vortrug.
Gegen Ende 1938 wurde Ringelblum als Vertreter des Joint Distribution Committee in das Auffanglager Zbąszyń an der Grenze zu Deutschland geschickt, um die ab dem 27. Oktober 1938 dorthin Vertriebenen zu betreuen. Es waren etwa noch 6000 polnischen Juden. Er half dabei, sie nach ihren Berufen zu organisieren und so eine kleine Zeltstadt mit Rechtsanwälten für Auswanderungsanträge, mit Handwerkern Poststelle und Reinigungsdienst aufzubauen.
Später lebte er im Warschauer Ghetto. Marcel Reich-Ranicki, der im November 1940 zur Umsiedlung in das Warschauer Ghetto gezwungen worden war, arbeitete dort bei dem von den Nationalsozialisten eingesetzten Judenrat als Übersetzer und auf besondere Anforderung für den „Obmann“ des Rates Adam Czerniaków. Gleichzeitig war er Mitarbeiter des Ghetto-Untergrundarchivs des Emanuel Ringelblum. In seiner Autobiographie beschreibt Reich-Ranicki seine Arbeit für Ringelblum und den Eindruck, den dieser auf ihn gemacht hat. Im Archiv wurde alles gesammelt, was das Leben im Ghetto dokumentieren konnte. Daraus sollten künftige Historiker Nutzen ziehen. Auf Grund dieser Materialien wurden auch Berichte für den polnischen Untergrund und für die polnische Exilregierung in London verfasst.
Emanuel Ringelblum wurde am 7. März 1944 mit seiner Frau, seinem kleinen Sohn und anderen Untergetauchten in seinem Versteck gefunden. Einige Tage später wurden alle, zusammen mit den polnischen Beschützern, im Warschauer Pawiak-Gefängnis von Deutschen erschossen.

## Das Ringelblum-Archiv (Oneg Schabbat)

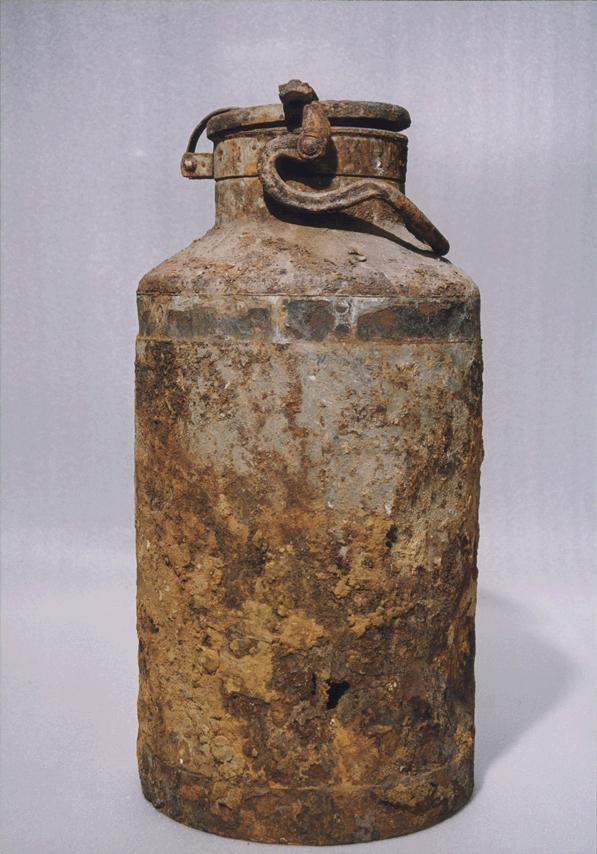
Eine der Milchkannen, in denen das Ringelblum-Archiv versteckt wurde

Am 22. Juli 1942 begann die Große Aussiedlung der Warschauer Juden in das Vernichtungslager Treblinka. Anfang August sicherten die Mitarbeiter des Untergrundarchivs ihre wertvollen Bestände: Zehn wasserdichte Metallkisten für Dokumente wurden angefertigt und im Keller einer ehemaligen Schule im Ghetto eingemauert.
Nach dem Krieg begannen überlebende Mitarbeiter Ringelblums mit der Suche nach dem verborgenen Untergrund-Archiv. Im September 1946 wurden die zehn Blechkisten mit 1208 Archivalien tief unter den Trümmern des Hauses wiedergefunden. Im Dezember 1950 wurden bei einer weiteren Suchaktion zwei große Milchkannen mit 484 Archivalien geborgen. Von der dritten Abteilung des Archivs fanden sich an anderer Stelle nur eine Anzahl halbzerstörter Blätter. Der vierte und letzte Teil mit Ringelblums letzten Arbeiten aus den Jahren 1943 und 1944 war noch während des Kriegs bei polnischen Freunden versteckt worden und wurde später an das Museum Haus der Ghettokämpfer im Kibbuz Lochamej haGeta’ot (Israel) abgegeben.
Die Sammlung Oneg Shabbat wird im Jüdischen Historischen Institut in Warschau aufbewahrt. Sie umfasst 1680 Archivposten mit etwa 25.000 Seiten. 1999 wurde das Archiv in das Weltdokumentenerbe der UNESCO aufgenommen.

## Werke
- Emanuel Ringelblums Dissertation (1927): Zydzi w Warszawie od czasów najdawniejszych do roku 1527. (poln.; dt.: Die Juden in Warschau von den Anfängen bis zum Jahr 1527)
- Emanuel Ringelblum: Notes from the Warsaw Ghetto, New York, 1958.
  - in Polnisch: Kronika getta warszawskiego. Vorw. Artur Eisenbach. Czytelnik, Warszawa 1983.
- Emmanuel Ringelblum[2], Joseph Kermish, Shmuel Krakowski. Übersetzt von Danuta Dabrowska, Dana Keren: Polish-Jewish Relations During the Second World War. Northwestern University Press, Evanston 1992 ISBN 0-81010963-8 (engl., im Vorwort guter Lebenslauf, Wenige Seiten im Faksimile) Neuauflage
- Ghetto Warschau. Tagebücher aus dem Chaos. Vorw. Arieh Tartakower. Seewald, Stuttgart 1967.
- Viele Auszüge aus dem Archiv siehe unter Literatur: Ruta Sakowska, im Verlag Arbeit und Leben NRW, Düsseldorf[3]

## Filme
- Das Geheimarchiv im Warschauer Ghetto (Who Will Write Our History), Dokumentarfilm von Roberta Grossman, Verfilmung von Kassows Buch Ringelblums Vermächtnis